# Comuna de Rangiroa
Rangiroa és una comuna de la subdivisió Tuamotu-Gambier de la Polinèsia Francesa.
La comuna consta de quatre comunes associades formades per tres atols i una illa: Rangiroa, Makatea (illa), Mataiva i Tikehau. El cap de la comuna és a Rangiroa.
| Illes              | Capital    | Habitants (2007) | Superfície (km²) | Llacuna (km²) | Coordenades                                |
| ------------------ | ---------- | ---------------- | ---------------- | ------------- | ------------------------------------------ |
| Rangiroa ¹         | Avatoru    | 2.438            | 43               | 1.592         | 15° 5′ S, 147° 48′ O / 15.083°S,147.800°O  |
| Tikehau ¹          | Tuherahera | 507              | 26               | 394           | 14° 59′ S, 148° 9′ O / 14.983°S,148.150°O  |
| Mataiva ¹          | Pahua      | 204              | 22               | 26            | 14° 53′ S, 148° 43′ O / 14.883°S,148.717°O |
| Makatea ¹          | Moumu      | 61               | 24               | 0             | 15° 49′ S, 148° 13′ O / 15.817°S,148.217°O |
| Comuna de Rangiroa | Avatoru    | 3.210            | 144,5            | 2.012         |                                            |

1 Comuna associada.